# Samoa i olympiska sommarspelen 2016
Samoa deltog med åtta deltagare vid de olympiska sommarspelen 2016 i Rio de Janeiro. Ingen av landets deltagare erövrade någon medalj.

## Friidrott
Förkortningar
- Notera– Placeringar avser endast det specifika heatet.
- Q = Tog sig vidare till nästa omgång
- q = Tog sig vidare till nästa omgång som den snabbaste förloraren eller, i fältgrenarna, genom placering utan att nå kvalgränsen
- NR = Nationellt rekord
- N/A = Omgången fanns inte i grenen
- Bye = Idrottaren behövde inte tävla i omgången

Bana och väg
| Idrottare     | Gren                | Heat     | Heat      | Semifinal        | Semifinal        | Final            | Final            |
| Idrottare     | Gren                | Resultat | Placering | Resultat         | Placering        | Resultat         | Placering        |
| ------------- | ------------------- | -------- | --------- | ---------------- | ---------------- | ---------------- | ---------------- |
| Jeremy Dodson | Herrarnas 200 meter | 20,51    | 5         | Gick inte vidare | Gick inte vidare | Gick inte vidare | Gick inte vidare |

Fältgrenar
| Idrottare | Gren                     | Kval    | Kval      | Final            | Final            |
| Idrottare | Gren                     | Distans | Placering | Distans          | Placering        |
| --------- | ------------------------ | ------- | --------- | ---------------- | ---------------- |
| Alex Rose | Herrarnas diskuskastning | 57,24   | 29        | Gick inte vidare | Gick inte vidare |

## Judo
| Idrottare | Gren                      | Omgång 1                  | Omgång 2             | Kvartsfinaler        | Semifinaler          | Återkval             | Final / BM           | Final / BM       |
| Idrottare | Gren                      | Motståndare Resultat      | Motståndare Resultat | Motståndare Resultat | Motståndare Resultat | Motståndare Resultat | Motståndare Resultat | Placering        |
| --------- | ------------------------- | ------------------------- | -------------------- | -------------------- | -------------------- | -------------------- | -------------------- | ---------------- |
| Derek Sua | Herrarnas tungvikt +100kg | Tangriyev (UZB) L 000–100 | Gick inte vidare     | Gick inte vidare     | Gick inte vidare     | Gick inte vidare     | Gick inte vidare     | Gick inte vidare |

## Kanotsport

### Sprint
| Kanotist    | Gren               | Heat     | Heat      | Semifinaler      | Semifinaler      | Final            | Final            |
| Kanotist    | Gren               | Tid      | Placering | Tid              | Placering        | Tid              | Placering        |
| ----------- | ------------------ | -------- | --------- | ---------------- | ---------------- | ---------------- | ---------------- |
| Anne Cairns | Damernas K-1 200 m | 43,652   | 7         | Gick inte vidare | Gick inte vidare | Gick inte vidare | Gick inte vidare |
| Anne Cairns | Damernas K-1 500 m | 2:01,885 | 7         | Gick inte vidare | Gick inte vidare | Gick inte vidare | Gick inte vidare |